# Perilampus japonicus
Perilampus japonicus är en stekelart som beskrevs av William Harris Ashmead 1904. Perilampus japonicus ingår i släktet Perilampus och familjen gropglanssteklar. Inga underarter finns listade i Catalogue of Life.